# Нектарница-крошка
Нектарница-крошка (лат. Cinnyris minullus) — вид птиц семейства нектарницевых (Nectariniidae). Распространен в африканских тропических лесах.

## Описание
Нектарница-крошка — самый маленький вид рода Cinnyris. Взрослый самец имеет зелёную голову, спину и шею с металлическим отливом, тёмно-коричневые крылья, надхвостье с металлически-синим отливом и чёрный хвост с пурпурно-синим блеском. У него узкая синяя полоса на груди над более широкой алой полосой и тёмно-оливковый живот. У взрослой самки оливково-коричневые голова и верхняя часть тела, тёмно-коричневые крылья и тёмно-коричневый хвост. Над глазом оливково-жёлтая бровь, горло серое, а нижняя часть тела оливково-жёлтого цвета. Глаза у обоих полов тёмно-коричневые, а клюв и ноги чёрные. Молодь похожа на самку.
Голос

## Места обитания
Нектарница-крошка встречается как в девственных, так и во вторичных лесах, на опушках, на полянах и среди разбросанных деревьев в саванне и вокруг деревень. Кормится в кронах деревьев поодиночке или парами, а иногда объединяется в небольшие смешанные стайки. Питается нектаром, насекомыми и пауками.

## Охранный статус
Нектарница-крошка описывается как широко распространенный вид, который, как правило, не является редкостью. Тем не менее, он редко встречается в Нигерии, материковой части Экваториальной Гвинеи и Уганде, но часто встречается в Демократической Республике Конго. Он имеет очень широкий ареал, и считается, что тенденция сохранения численности в популяции устойчива. Особых угроз выявлено не было, и Международный союз охраны природы оценил охранный статус птицы как «вызывающий наименьшее беспокойство».